# Ловара-Фрасон-Тоњаска (Падова)
Ловара-Фрасон-Тоњаска је насеље у Италији у округу Падова, региону Венето.
Према процени из 2011. у насељу је живело 152 становника. Насеље се налази на надморској висини од 18 м.